# Gaik (Mników)
Gaik – część wsi Mników w Polsce, położona w województwie małopolskim, w powiecie krakowskim, w gminie Liszki.
W latach 1975–1998 Gaik administracyjnie należał do województwa krakowskiego.